# Coronel Sandro
Sandro Lúcio Fonseca (Galileia, 24 de julho de 1964), mais conhecido como Coronel Sandro, é um militar reformado e político brasileiro. Atualmente é deputado estadual eleito pelo Partido Social Liberal (PSL). Em 2022, juntou-se ao PL. Em 2024, foi eleito prefeito de Governador Valadares.

## Biografia
Foi eleito com 48.533 votos, em Minas Gerais. Foi diretor-executivo da UNIVALE, comandante da Polícia Militar de Minas Gerais em Governador Valadares e Teófilo Otoni. Defensor das bandeiras de direita e apoiador de Jair Bolsonaro, tem atuado na Assembleia Legislativa de Minas Gerais nas Comissões de Educação e Direitos Humanos, como membro efetivo.
Antes mesmo de ser empossado no cargo da Assembleia Legislativa, já denunciava abertamente sua posição ideológica tendo dito, inclusive, em entrevista ao jornal Super Notícias, no dia 04 de dezembro de 2018, que quer exterminar a esquerda no Brasil. Por esse motivo, foi questionado judicialmente por quebra de decoro parlamentar, em ação movida, no dia 11 de dezembro de 2018, pela deputada Beatriz Cerqueira. A ação foi rejeitada pela Justiça e o Ministério Público não encontrou justificativas para o prosseguimento da mesma.

### Candidatura a prefeitura de Governador Valadares
Em junho de 2024, Coronel Sandro declarou que era pré-candidato ao cargo de prefeito de Governador Valadares pelo PL. Ele declarou que seu pré-candidato ao cargo de vice-prefeito seria José Bonifácio Mourão, também do PL. Em agosto, sua candidatura foi confirmada em uma convenção do PL. Nas eleições municipais, foi eleito prefeito de Governador Valadares com 52,95% dos votos.